# Трамбилья
Трамбилья, также известная как Куриный автобус (исп. camioneta de pollos или trambilla; англ. Chicken bus) — разговорное название красочного, модифицированного и украшенного автобуса, перевозящего товары и людей между общинами в различных странах Латинской Америки, особенно в Гондурасе, Гватемале, Сальвадоре, Коста-Рике, Никарагуа и Панаме. В последнем куриные автобусы также известны как Красные дьяволы.
Базой автомобиля обычно является вышедший из эксплуатации американский школьный автобус. Название «куриный автобус» может происходить от факта, что автобусы часто переполнены пассажирами, или от того, что жители Центральной Америки иногда перевозят в таких автобусах живых животных — практика, которую посетители из других стран часто находят странной.

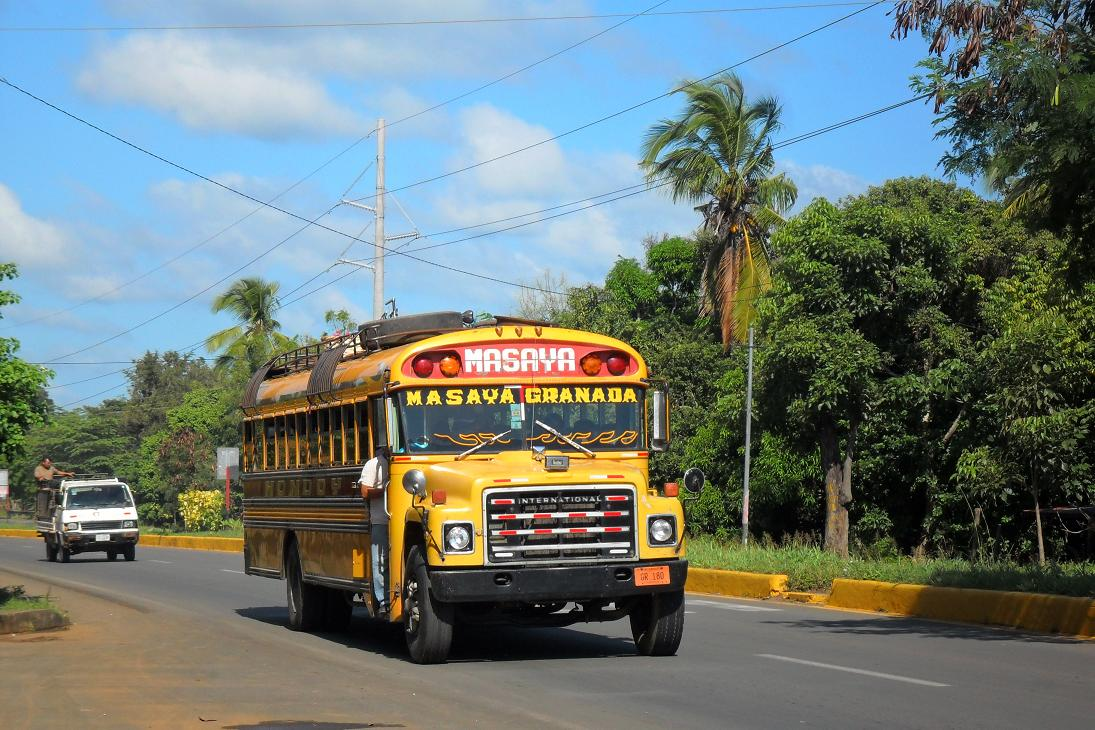

Часто в управлении автобусом заняты двое молодых людей: один — водитель, а другой — «помощник». Помощник отвечает за пассажиров и их багаж, собирает деньги и упорядочивает чемоданы, домашний скот или товары на крыше автобуса, часто прямо во время движения. В обязанности помощника также входит громкое объявление остановок.

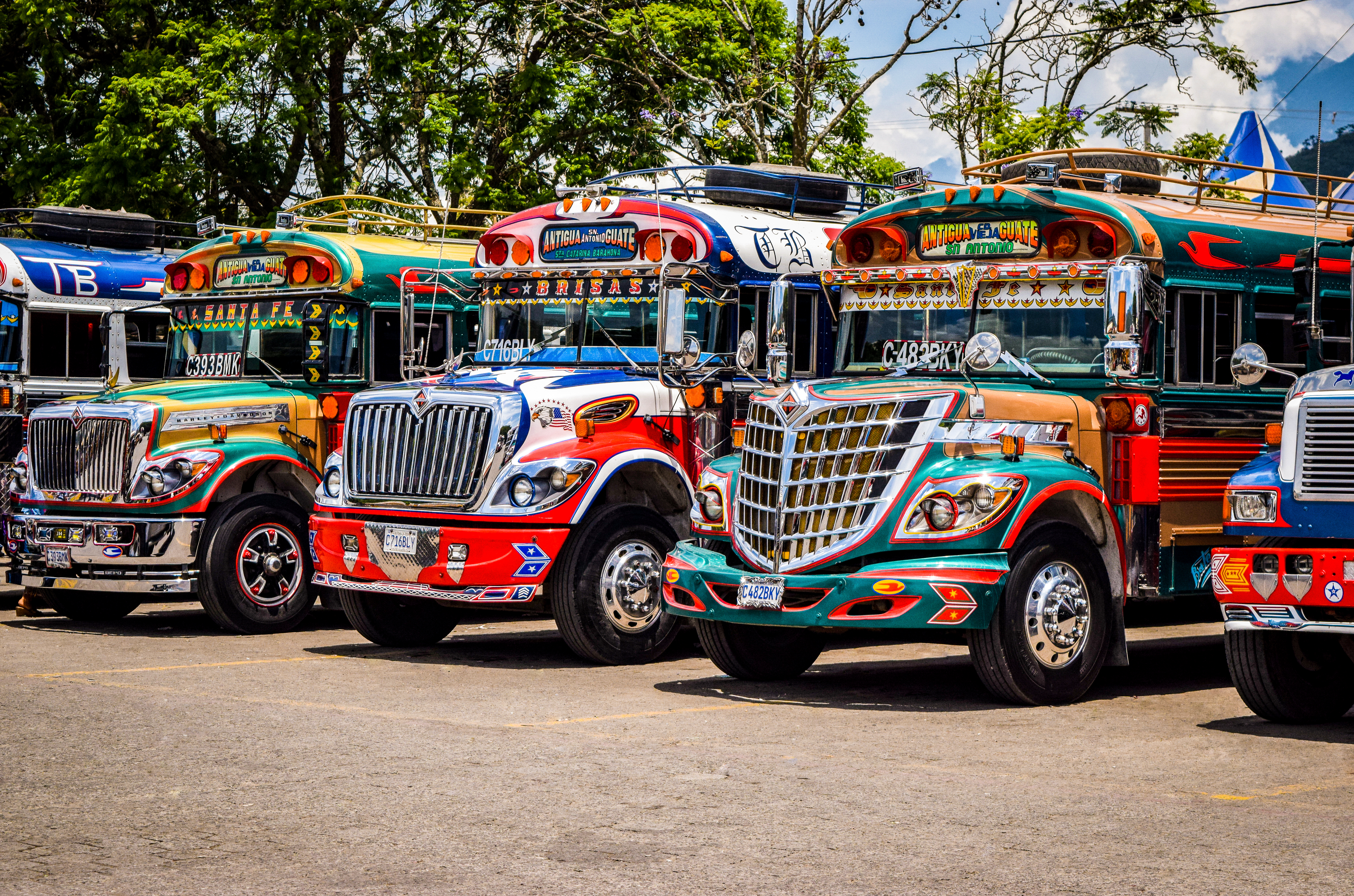

Некоторые автобусы окрашены в яркий рисунок, включая название автобуса и его маршрут. Также часто используются религиозные изображения. Такие виды транспорта полностью заполняются пассажирами (по возможности) и затем на максимальной скорости едут к месту назначения. Некоторые страны, такие как Никарагуа, субсидируют такие автобусы и устанавливают максимальные цены, которые часто в конечном итоге становятся фактической ценой на маршруте. Однако, в отличие от водителей автобусов в Европе, водители обычно работают не по найму или являются членами кооперативов и сохраняют плату за проезд, чтобы покрыть свои расходы, что и является причиной упомянутой выше пассажирской перегрузки.

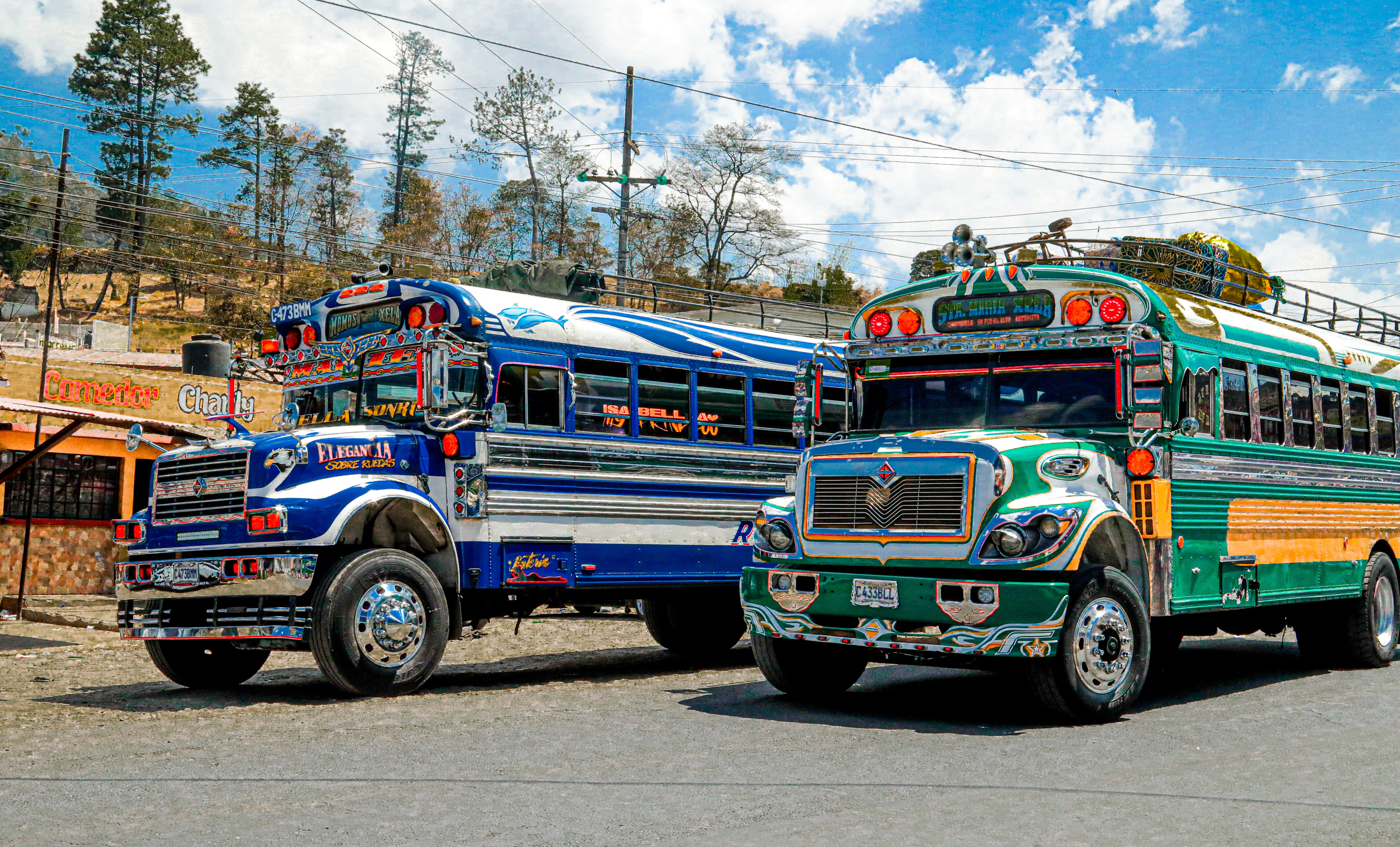

В Панаме этот класс автобусов более известен как «Пиратские автобусы», поскольку правительство считает их незаконными. Были даже случаи, когда этими автобусами управляли водители, не имеющие соответствующих водительских прав. Они также предпочитают использовать автобусы меньшего размера, для которых не требуется специальная лицензия, к тому же автобус меньшего размера потребляет меньше топлива и может значительно увеличить доходы и прибыль. Предполагалось, что в конце 2011 — начале 2012 года эти типы автобусов будут сняты с производства. Однако вскоре они появились снова, поскольку поначалу услуги, предлагаемые новыми видами транспорта, многие считали плохими, поскольку в часы пик автобусы часто были переполнены. Этому способствовало то, что ввоз школьных автобусов североамериканского образца по-прежнему был разрешен, но только для частных компаний. Вскоре старая транспортная система возродилась и вскоре была объявлена правительством Панамы незаконной.